# Feria de Portobelo

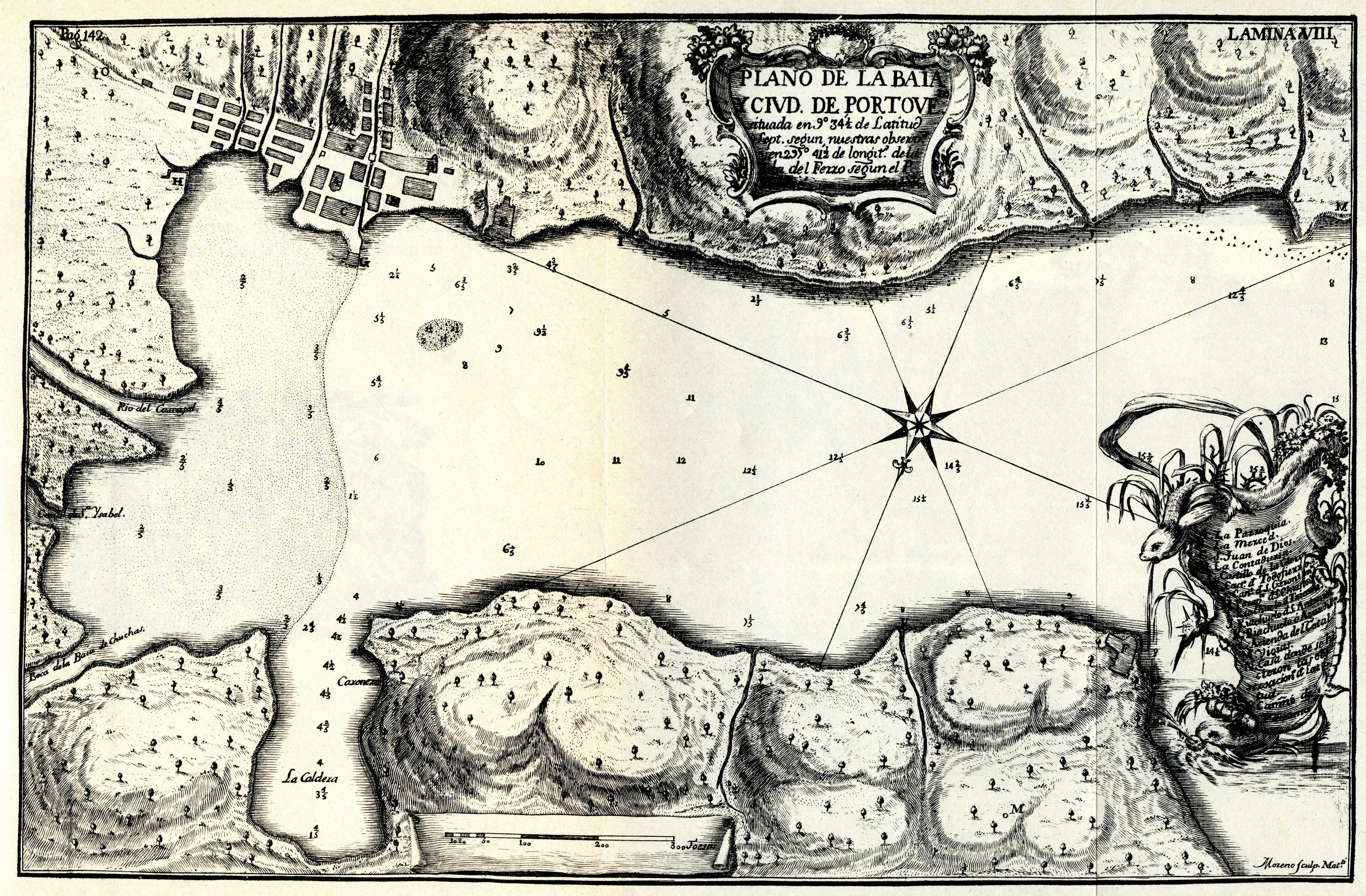
Mapa de Portobelo y su bahía realizado en el siglo xviii.

La Feria de Portobelo fue el escenario donde tenía lugar el grueso de los intercambios comerciales anuales entre España y sus territorios del Virreinato del Perú durante más de siglo y medio entre 1606 y 1739 celebrada en la ciudad de  Portobelo, ubicada en las costas caribeñas de la actual Panamá. Por allí pasó la plata extraída de las minas del Virreinato del Perú, así como esclavos y otras riquezas en viaje hacia las colonias americanas durante el período de máximo esplendor de imperio.

## La feria
Portobelo era el punto de encuentro de expediciones comerciales provenientes de ambos extremos de los territorios de la corona.
Los galeones eran fletados en la metrópoli con partidas de manufacturas europeas pertenecientes en su mayor parte a mercaderes españoles y que habían de ser vendidas en las colonias. Por motivos de seguridad, estas embarcaciones navegaban armadas, en grupo y escoltadas por buques de guerra.
En Lima la Compañía del Mar del Sur cargaba las mercancías y embarcaba a los comerciantes para trasladarlos a la Ciudad de Panamá, con el fin de coincidir con la llegada de la flota procedente de la península. Una vez arribados al istmo, se descargaban los barcos y la mercancía era transportada con mulas a lo largo de la estrecha franja de tierra hasta llegar a su destino en las costas caribeñas.
La principal mercancía era la plata traída de las minas de la América española y, en menor medida, artículos como cochinilla, añil, cuero o cacao. Un alto porcentaje de esta plata había sido recaudada en calidad de impuestos para la Hacienda Real, ya fuera como la parte que le correspondía por ley del total de la extracción de las minas, o como tributos de los súbditos del rey. Por su parte, los mercaderes que acudían a la feria tenían a su cargo los capitales reunidos para la ocasión por los hombres de negocios de las colonias para comprar productos de la metropolí y venderlos después en el mercado americano.
Una vez atracados los galeones, sus bodegas eran vaciadas en la playa y empezaba el comercio con las mercancías. Los oficiales reales eran los encargados de supervisar el volumen y el valor de las mercancías, sí de como registrar todos los intercambios con el fin de evitar los fraudes fiscales. No obstante, la confusión reinante y la escasez de efectivos impedían que cumplieran adecuadamente su labor. Además, el peligro de ataques de corsarios o piratas obligaba a que las negociaciones se acelerasen para que la feria no se prolongara excesivamente, lo cual hacía todavía más fácil burlar la vigilancia de los oficiales reales.
Inicialmente a partir de 1544, el intercambio de mercancías se hizo en Nombre de Dios. Sin embargo, desde 1597, esa actividad se concentró en Portobelo, lo que la convirtió en una de las más importantes poblaciones de la América hispana, constituyéndose en punto obligado para el intercambio de mercadería entre la España y sus colonias, cuyas transacciones superaban los millones de pesos.
Aprovechando la posición geográfica de la población y las condiciones naturales del puerto, durante el reinado de Felipe III, se resolvió estimular las actividades comerciales mediante la realización anual de ferias, en donde se comercializaba de todo género de productos. En todas las calles, plazas y a orillas del mar, se levantaban tiendas de campañas para el almacenaje provisional de la mercadería. Así mismo, existía una Junta conformada por un Almirante Jefe de la Flota de Galeones, un representante del Rey, uno del Consejo de Estado, además del gobernador y capitán general de Castilla de Oro, el presidente de la Real Audiencia, el jefe de la Plaza de Portobelo y varios representantes de los comerciantes, se trasladaban a Portobelo con el fin de fijar los precios a los artículos, vigilar el cumplimiento de las regulaciones del comercio y garantizar el orden.
Aunado a la realización de las famosas ferias de Portobelo, durante todo el año, pasaban las riquezas que provenían del Perú y Ecuador a fin de ser embarcadas con destino a España. Estas riquezas llegaban a la Ciudad de Panamá, luego cruzaban el istmo mediante recuas de mulas hacia Portobelo, pasando por el Camino Real o por el de Cruces, este último, recorría parte por tierra hasta la población de este nombre y luego seguía por un tramo del río Chagres. Estudiosos como Earl J. Hamilton y Pierre Chaunu, citados por los historiadores Patricia Pizzurno, dan cuenta que el 60% de todo el oro que llegó a España entre 1531 y 1660, pasó por Panamá.

## Ataques piratas
A pesar del mar de riquezas que pasaba por esta población, sus habitantes permanentes eran escasos. Las riquezas que llegaban a Portobelo, fueron una fuerte tentación para piratas como Henry Morgan, quien antes de atacar Panamá, capital de Castilla de Oro, a fines de junio de 1668, la asaltó por sorpresa. Con una tropa de asalto de 460 hombres, logró tomarse Portobelo. La poca guarnición española se refugió en el castillo de San Jerónimo, donde resistió el ataque del filibustero. No obstante, Morgan logró vencerla con mucha dificultad.
Don Agustín de Bracamonte, Marqués de Fuente Sol, quien gobernó provisionalmente Castilla de Oro, intentó reunir sin éxito una fuerza para expeler a los piratas. Morgan exigió el pago de la suma de 100.000 pesos a fin de no destruir la población. Con este mensaje, Henry Morgan le envió su pistola al gobernador de Panamá, con el recado de que con ella había tomado Portobelo, y que regresaría para recuperarla en Panamá. El Gobernador Bracamonte le remitió su anillo de esmeraldas y le imploró piedad para los lugareños. 
Reunido el rescate, Morgan se retiró, pero en menos de tres años, regresó y cumplió su promesa de recuperar su pistola, tomando la Ciudad de Panamá. Con el Tratado de Utrecht de 1713, Inglaterra logró la concesión de enviar a las ferias de Portobelo, un navío de 600 toneladas, a fin de introducir en la América hispana, mercadería. No obstante, piratas como Edward Vernon siguieron atacaron Portobelo.
Al finalizar la hostilidad entre los reinos de Inglaterra y España en el siglo xviii, se hizo segura la navegación comercial por Cabo de Hornos, al extremo sur del continente. A pesar de que la ruta a través del Istmo de Panamá era más corta, se prefirió rodear el continente, lo que motivó la decadencia de Portobelo. Los pocos navíos que aún llegaban a Panamá, no generaban los ingresos necesarios para satisfacer las necesidades del istmo. 
En 1737 se realizó la última feria en Portobelo. La decadencia económica que sobrevino en Panamá, como punto de tránsito dedicado al comercio, perduró hasta la construcción del Ferrocarril Transístmico en 1855.

## Decadencia y fin
En el siglo xviii, los mejores precios de los productos de los contrabandistas franceses y de las propias manufacturas coloniales provocaron que las importaciones peninsulares dejaran de ser competitivas. A pesar de que legalmente España tenía el monopolio del comercio con sus territorios americanos, lo cierto es que los habitantes de los territorios americanos tendieron cada vez más a traficar con productos de contrabando, que al estar libres de las cargas fiscales, ofrecían mayores beneficios en el mercado.
Como consecuencia del lento declive que sufría el comercio con las Indias, la Feria de Portobelo fue perdiendo relevancia hasta que, finalmente, la creación de una nueva ruta que rodeaba el cabo de Hornos y llegaba directamente al Virreinato del Perú provocó su desaparición en 1739.